# Qaavigarsuaq Miteq
Qaavigarsuaq Miteq, né vers 1899 à Etah et mort le 19 août 1978 à Qaanaaq, est un explorateur groenlandais.

## Biographie
Qaavigarsuaq Miteq est né vers 1899. Sa mère est l'Inughuaq Inaluk, mariée à Angutikassak. Cependant, son père biologique est blanc et il est possible de supposer qu'il puisse s'agir de Robert Bartlett (1875-1946), le capitaine du navire sur lequel Angutikassak et Inaluk vivaient avec Robert Edwin Peary vers 1898. Angutikassak est décédé peu de temps après la naissance de Qaavigarsuaq et sa mère a épousé Akumalik, qui a élevé le garçon. Il a deux frères : Ulloriaq et Inukitsorujuk.
Knud Rasmussen le rencontre en 1904. Il lui donne le surnom d'Edderfuglen (Eider), la traduction danoise de son deuxième prénom Miteq. En 1921, Knud Rasmussen cherche des participants pour sa cinquième expédition à Thulé et choisit, entre autres, Qaavigarsuaq, considéré comme un bon chasseur. Cependant, il refuse parce qu'il veut rester avec sa bien-aimée Bebiane Margrethe Kristiansen (1905-1977), fille du catéchiste missionnaire du Groenland occidental Enok Kristiansen (de) (1874-1966) et de son épouse Agathe Eva Frederikke Karen Rosbach (1872-1931). Mais comme ses parents ont déjà promis à Knud Rasmussen que leur fils les accompagnerait, il est contraint de le faire. 
Après la fin de la première partie de l'expédition en 1923, il participe à la deuxième partie de l'expédition avec Knud Rasmussen et sa cousine Arnarulunnguaq, qui les conduit tous les trois jusqu'au détroit de Béring. Qaavigarsuaq Miteq agit à titre de chasseur et de conducteur de traîneau à chiens. Ils retournent ensuite au Groenland via les États-Unis et le Danemark, où il épouse sa fiancée le 29 novembre 1925 et prend son nom de famille. Au Danemark, il reçoit la Fortjenstmedaljen en argent pour ses efforts. 
Il a passé le reste de sa vie comme chasseur avec huit enfants à Moriusaq et est considéré comme un grand conteur. Il est décédé veuf en 1978, à l'âge d'environ 79 ans,.

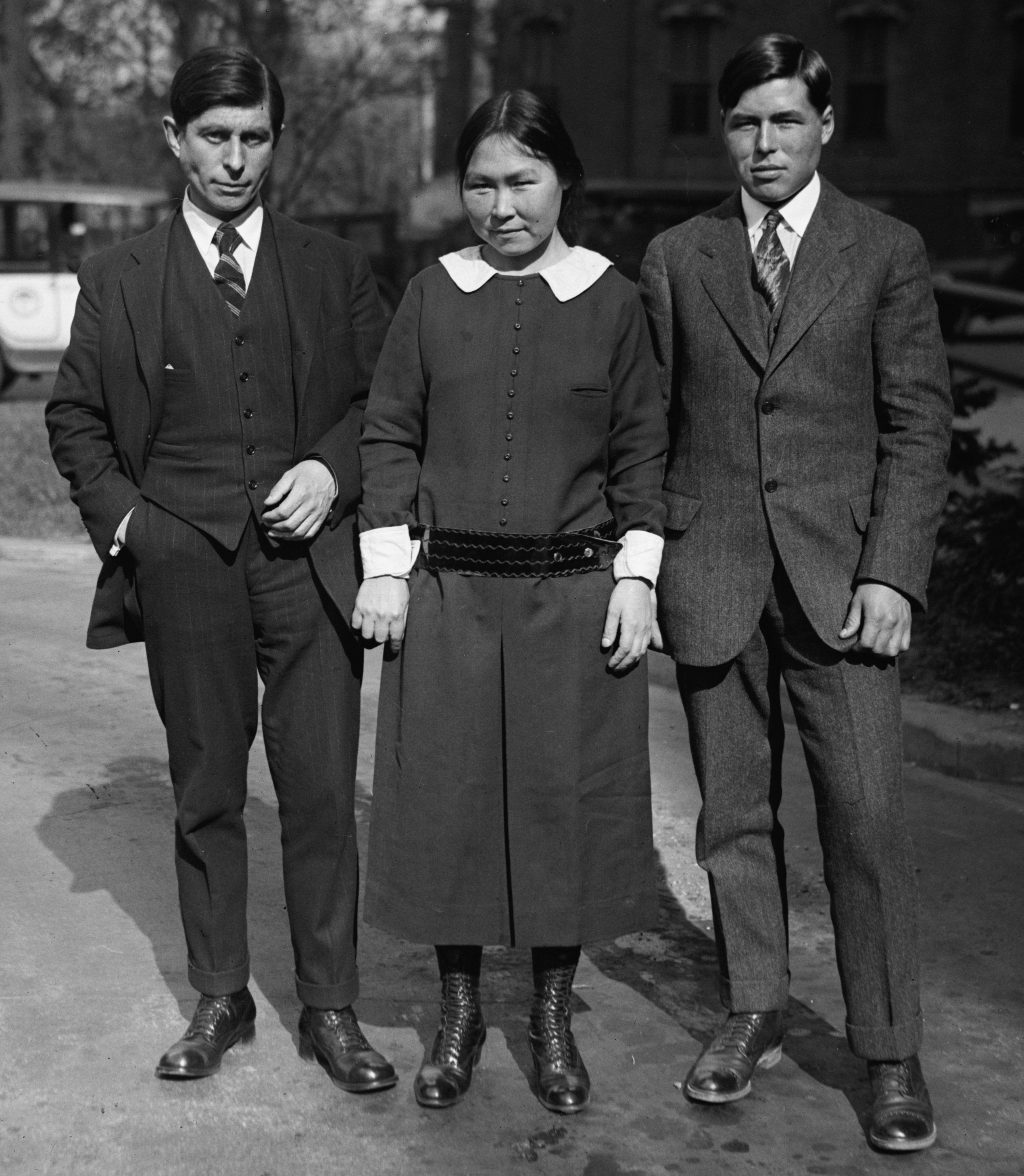
Photo de Qaavigarsuaq Miteq, sa cousine Arnarulunnguaq et Knud Rasmussen après leur expédition Arctique.